# (1725) КрАО
(1725) КрАО (лат. CrAO) — типичный астероид главного пояса, который был открыт 20 сентября 1930 года советским астрономом Григорием Неуйминым в Симеизской обсерватории и назван в честь Крымской астрофизической обсерватории.

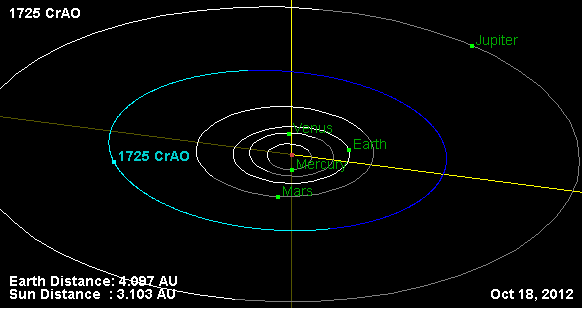
Орбита астероида КрАО и его положение в Солнечной системе